# Liga de Campeones de la UEFA de fútbol sala
La Liga de Campeones de la UEFA de fútbol sala (en inglés, UEFA Futsal Champions League), denominada hasta la temporada 2017-18 Copa de la UEFA de fútbol sala (UEFA Futsal Cup), es el torneo internacional europeo de fútbol sala más importante a nivel de clubes, organizado por la Unión de Asociaciones de Fútbol Europeas (UEFA). Se organizó por primera vez en 2001, reemplazando a una competición continental no oficial, el Campeonato de Europa de Clubes de fútbol sala. El primer vencedor oficial de esta competición fue el Playas de Castellón Fútbol Sala.
Los participantes son los equipos que han ganado en sus respectivas ligas, enviados por cada federación nacional. Además, el vencedor de la última edición tiene derecho a participar para defender su título, de modo que su país de origen puede contar con dos representantes: el campeón europeo y el campeón nacional. La competición consta de varias rondas, y termina con una final a cuatro equipos que se celebra en una sede determinada con anterioridad.
El vigente campeón es el Palma Futsal, mientras que el Club Inter Fútbol Sala es el club más laureado con cinco títulos.

## Formato
Antes de que la UEFA creara la Copa de la UEFA en 2001, no existía una competición europea de fútbol sala con carácter oficial. En su lugar se disputaba el Campeonato de Europa de Clubes de fútbol sala, organizado por las principales ligas europeas y en el que participaban los campeones nacionales. Para desarrollar el futsal en toda Europa, la UEFA instauró un campeonato oficial a partir de la temporada 2001/02, abierto a torneos profesionales y semiprofesionales de todo el continente.

### Formato de la Copa de la UEFA de fútbol sala
El torneo comienza con dos fases eliminatorias. La primera ronda es una preliminar por grupos, distribuidos por sorteo. Esta fase está compuesta por los países con peor coeficiente UEFA. Cada grupo juega entre sí en una sede concreta, y el equipo con más puntos se clasifica. El resto quedan eliminados. La segunda ronda es una fase eliminatoria con seis grupos de cuatro equipos, en la que solo se clasifican los dos primeros de cada grupo. 
La tercera ronda se conoce como Fase Élite. En ella entran los 12 clubes clasificados en eliminatoria, el campeón del año anterior, y los representantes de los tres países con mejor coeficiente UEFA. Participan en total 16 equipos distribuidos en cuatro grupos. Solo el campeón de cada grupo pasará a la última ronda, una final a cuatro equipos (Final Four) a partido único, que se celebra en una sede determinada con anterioridad. Este sistema de final se realiza desde la temporada 2006/07.
Solo hay un equipo representando a cada país, excepto las tres asociaciones con un mayor coeficiente y la asociación a la que representa al campeón vigente, que son representadas por dos equipos, normalmente el vencedor de su campeonato nacional y subcampeón en caso de clasificar dos equipos. Además, el ganador de la última Copa de la UEFA puede participar para revalidar el título. La UEFA establece cada año un sistema de coeficientes, por el que los equipos que proceden de ligas con mayor nivel se clasifican directamente para la Fase Élite. Desde el 2013 las ligas con mejor coeficiente en Europa (donde usualmente salen los campeones del torneo continental), las cuales envían a dos representantes son: Primera División de Fútbol Sala (España), Superliga Rusa de Fútbol Sala (Rusia, suspendida su participación debido a la invasión rusa de Ucrania en 2022), Liga Portuguesa de Fútbol Sala (Portugal) y Campeonato Kazajistaní de Fútbol Sala (Kazajistán).

### Formato de la Liga de Campeones de la UEFA de fútbol sala
El cambio de denominación de la competición a Liga de Campeones de la UEFA llevó aparejado un cambio de formato. Así, las tres ligas con el coeficiente más alto en el ranking de selecciones de fútbol sala de la UEFA tienen dos plazas aseguradas en la competición, las que hasta la temporada 2018/19 son la Primera División de Fútbol Sala (España), la Liga Portuguesa de Fútbol Sala (Portugal) y la Superliga Rusa de Fútbol Sala (Rusia). Desde el 2013 hay un cuarto país (Kazajistán) que también tiene dos plazas aseguradas en el torneo continental ya que un equipo de este país, el AFC Kairat, ha conseguido ganar el torneo en dos ocasiones, además de llegar varias veces a rondas finales a lo largo de la década del 2010, lo que lo ha convertido en un animador continuo del certamen (ningún país puede meter a tres equipos, ni aunque el vigente campeón continental no esté entre los dos primeros en el torneo de su país). Hay ronda preliminar, principal y ronda élite, y se juegan en el formato de mini-torneos. Luego se juega la fase final con cuatro equipos, el mismo formato que en 2017/18.
Los equipos con el ranking más bajo en el ranking de coeficientes de clubes de la Copa de la UEFA de Fútbol Sala comienzan en la ronda preliminar (dependiendo del número de participaciones, la temporada inaugural fueron 34). Los campeones de grupo avanzan a la ronda principal. Ningún equipo recibe invitación directa a la ronda de élite, y todos los contendientes que no disputen la ronda preliminar comienzan en la ronda principal.
La ronda principal, con un total de 32 clubes, se divide en dos rutas separadas. La Ruta A comprende a 16 equipos incluido el vigente campeón. Además, los equipos clasificados del 1º al 11º y del 16º al 19º en el ranking de coeficientes de clubes de la Copa de la UEFA de Fútbol Sala (excluyendo al vigente campeón) van a la Ruta A. Se dividen en cuatro grupos de cuatro, con los tres mejores en cada grupo avanzando a la ronda élite. La Ruta B  comprende a los otros 16 equipos (clasificados del 12º al 15º y del 20º al 22º, además de los nueve clasificados en la ronda preliminar para esta temporada). Estos se sortearán en cuatro grupos de cuatro, con los primeros clasificados avanzando a la ronda élite.
En la ronda élite, los 16 equipos se sortean en cuatro grupos, los ganadores de cada grupo avanzan a las eliminatorias de la fase final. Hay tres bombos cabezas de serie para el sorteo de la ronda élite. Los cuatro ganadores de la Ruta A de la ronda principal son sorteados en la posición uno de cada grupo. El subcampeón de la Ruta A es sorteado en la posición dos y no puede enfrentarse a los ganadores de su grupo de la ronda principal. Luego los otros ocho clubes son sorteados para ocupar las dos posiciones restantes en cada grupo (los equipos que finalicen terceros en un grupo de la Ruta A pueden enfrentarse contra los ganadores o el subcampeón de cada grupo). No hay protección de país.
En la fase final, como en el formato anterior, la competición concluye con un torneo final eliminatoria de cuatro equipos albergado por uno de los clubes.
En el año 2025 entrará en vigor un nuevo formato en el que se añade una ronda de octavos y otra de cuartos de final.

## Historial
Nombres y banderas de los equipos según la época.
| Temporada      | Campeón                        | Resultado      | Subcampeón             | Sede de la final           |
| Final a dos    | Final a dos                    | Final a dos    | Final a dos            | Final a dos                |
| -------------- | ------------------------------ | -------------- | ---------------------- | -------------------------- |
| 2001-02        | Playas de Castellón F. S.      | 5-1            | Action 21 Charleroi    | Lisboa                     |
| 2002-03        | Playas de Castellón F. S.      | 1-1, 6-4       | Action 21 Charleroi    | Charleroi y Castellón      |
| 2003-04        | Club Inter F. S.               | 4-1, 4-3       | S. L. Benfica          | Alcalá de Henares y Lisboa |
| 2004-05        | Action 21 Charleroi            | 4-3, 6-6       | M. F. K. Dinamo Moskva | Charleroi y Moscú          |
| 2005-06        | Club Inter F. S.               | 6-3, 4-3       | M. F. K. Dinamo Moskva | Alcalá de Henares y Moscú  |
| Final a cuatro |                                |                |                        |                            |
| 2006-07        | M. F. K. Dinamo Moskva         | 2-1            | Club Inter F. S.       | Murcia                     |
| 2007-08        | M. F. K. Sinara                | 4-4 (3-2 pen.) | ElPozo Murcia F. S.    | Moscú                      |
| 2008-09        | Club Inter F. S.               | 5-1            | M. F. K. Sinara        | Ekaterimburgo              |
| 2009-10        | S. L. Benfica                  | 3-2 (pró.)     | Club Inter F. S.       | Lisboa                     |
| 2010-11        | A. S. D. Città di Montesilvano | 5-2            | Sporting C. P.         | Almaty                     |
| 2011-12        | F. C. Barcelona                | 3-1            | M. F. K. Dinamo Moskva | Lérida                     |
| 2012-13        | Kairat A. F. C.                | 4-3            | M. F. K. Dinamo Moskva | Tiflis                     |
| 2013-14        | F. C. Barcelona                | 5-2 (pró.)     | M. F. K. Dinamo Moskva | Bakú                       |
| 2014-15        | Kairat A. F. C.                | 3-2            | F. C. Barcelona        | Lisboa                     |
| 2015-16        | M. F. K. Gazprom-Ugra          | 4-3            | Club Inter F. S.       | Guadalajara                |
| 2016-17        | Club Inter F. S.               | 7-0            | Sporting C. P.         | Almaty                     |
| 2017-18        | Club Inter F. S.               | 5-2            | Sporting C. P.         | Zaragoza                   |
| 2018-19        | Sporting C. P.                 | 2-1            | Kairat A. F. C.        | Almaty                     |
| 2019-20        | F. C. Barcelona                | 2-1            | ElPozo Murcia F. S.    | Barcelona                  |
| 2020-21        | Sporting C. P.                 | 4-3            | F. C. Barcelona        | Zadar                      |
| 2021-22        | F. C. Barcelona                | 4-0            | Sporting C. P.         | Riga                       |
| 2022-23        | Palma Futsal                   | 1-1 (5-3 pen.) | Sporting C. P.         | Palma de Mallorca          |
| 2023-24        | Palma Futsal                   | 5-1            | F. C. Barcelona        | Ereván                     |
| 2024-25        | Palma Futsal                   | 9-4            | Kairat A. F. C.        | Le Mans                    |

### Palmarés
| Equipo                         | País       | Títulos | Subcampeonatos | Años campeón                 | Años subcampeón              |
| ------------------------------ | ---------- | ------- | -------------- | ---------------------------- | ---------------------------- |
| Club Inter F. S.               | España     | 5       | 3              | 2004, 2006, 2009, 2017, 2018 | 2007, 2010, 2016             |
| F. C. Barcelona                | España     | 4       | 3              | 2012, 2014, 2020, 2022       | 2015, 2021, 2024             |
| Palma Futsal                   | España     | 3       | 0              | 2023, 2024, 2025             |                              |
| Sporting C. P.                 | Portugal   | 2       | 5              | 2019, 2021                   | 2011, 2017, 2018, 2022, 2023 |
| Kairat A. F. C.                | Kazajistán | 2       | 2              | 2013, 2015                   | 2019, 2025                   |
| Playas de Castellón F. S.      | España     | 2       | 0              | 2002, 2003                   |                              |
| M. F. K. Dinamo Moskva         | Rusia      | 1       | 5              | 2007                         | 2005, 2006, 2012, 2013, 2014 |
| Action 21 Charleroi            | Bélgica    | 1       | 2              | 2005                         | 2002, 2003                   |
| M. F. K. Sinara                | Rusia      | 1       | 1              | 2008                         | 2009                         |
| S. L. Benfica                  | Portugal   | 1       | 1              | 2010                         | 2004                         |
| A. S. D. Città di Montesilvano | Italia     | 1       | 0              | 2011                         |                              |
| M. F. K. Gazprom-Ugra          | Rusia      | 1       | 0              | 2016                         |                              |
| ElPozo Murcia F. S.            | España     | 0       | 2              |                              | 2008, 2020                   |

### Palmarés por país
| País       | Títulos | Subtítulos |
| ---------- | ------- | ---------- |
| España     | 14      | 8          |
| Rusia      | 3       | 6          |
| Portugal   | 3       | 6          |
| Kazajistán | 2       | 2          |
| Bélgica    | 1       | 2          |
| Italia     | 1       | 0          |